# Reserva de la biosfera Alto Golfo de California y Delta del Río Colorado
La Reserva de la biosfera Alto Golfo de California y Delta del Río Colorado es una reserva de la biosfera protegida por el Gobierno Federal de México mediante la Comisión Nacional de Áreas Naturales Protegidas.
Se encuentra al noreste de Baja California y noroeste de Sonora, comprende los municipios de Mexicali en Baja California, San Luis Río Colorado y Puerto Peñasco en Sonora. Tiene un alto valor biológico, derivado de sus ecosistemas de gran diversidad, riqueza biológica, zonas de crianza y freza de especies marinas. Dentro de su diversidad biológica se identifican 50 especies amenazadas, en peligro de extinción o bajo protección especial incluidas en la NOM-059-SEMARNAT-2010.

## Delimitación geográfica
Su superficie total es de 934,756 hectáreas, dentro de la cual se encuentra su zona núcleo Delta del Río Colorado con una superficie de 164,779 hectáreas. Se le conoce como delta a la abertura del Río Colorado para llegar al Golfo de California que separa grandes profundidades de México y Estados Unidos. Las delimitaciones de la reserva natural quedan de la siguiente manera: al este por la vía de ferrocarriles del Pacífico que comunica al municipio de Mexicali con el sur de México; al oeste por la carretera federal 5. La carretera estatal 4 a su vez comunica al Golfo de Santa Clara con el municipio de San Luis Río Colorado en Sonora. Al interior de la reserva se encuentran caminos de terracería y brechas que comunican campos pesqueros aislados; en la zona del delta no se cuenta con caminos debido a que son terrenos que llegan a inundarse por las mareas altas.
La zona Delta del Río Colorado es considerada como el sistema hídrico más importante del noroeste de México; comprende aguas marinas abiertas, esteros, humedales, planicies de marea y desierto. Se estima que tan solo la región Delta del Río Colorado pudo contener más de 500 especies de plantas terrestres y acuáticas. Actualmente, se tiene registro de cerca de 400, una gran mayoría se encuentra en la Ciénega de Santa Clara, zona de humedales semi-naturales de gran relevancia binacional.

## Área natural protegida
Reconocida por la Unesco como patrimonio de la humanidad por su ecosistema, ya que abarca grandes profundidades de corales en peligro de extinción. En México fue decretada Área Natural Protegida el 10 de junio de 1993 por Decreto Presidencial. Del total de su superficie, la mayor parte corresponde a ecosistema marino y es hábitat de especies silvestres, terrestres y acuáticas. En los últimos años ha cobrado relevancia por sus especies endémicas en peligro de extinción como la vaquita marina (Phocoena sinus) y la totoaba (Totoaba macdonaldi).
En 1995, se incluyó en el Programa sobre el Hombre y la Biosfera de la Unesco. Cuenta con dos sitios de importancia internacional dentro del Convenio de Ramsar, los Humedales del Delta del Río Colorado reconocidos en 1996 (Sitio Ramsar 814) y los Humedales Remanentes del Río Colorado incluidos en 2008 (Sitio Ramsar 1822). Es parte del Programa Ambiental Frontera XXI y tiene una participación importante dentro de la Carta de Intención entre México y Estados Unidos para robustecer la cooperación entre reservas fronterizas conexas; por ese acuerdo también se estableció como reserva hermana al Área Natural Protegida del Refugio Nacional de Vida Silvestre Imperial ubicado entre Arizona y California.
Se le reconoce como sitio de importancia internacional dentro de la Red Hemisférica de Reservas para Aves Playeras, como sitio de importancia dentro de la Ruta Migratoria del Pacífico de Aves Acuáticas y como área de importancia para la Conservación de Aves en México. La Reserva también forma parte de las Regiones Hidrológicas y Marinas de Importancia para la Conservación por la Comisión Nacional para el Conocimiento y Uso de la Biodiversidad. A partir de 2005 la Reserva fue designada como Sitio de Patrimonio Natural de la Humanidad de la UNESCO como parte de las islas y áreas protegidas del Golfo de California.
Actualmente existe una problemática en la región debido a la pesca incidental de la vaquita marina, que queda atrapada en redes que se utilizan para la pesca ilegal de totoaba. La vejiga natatoria de totoaba tiene un alto valor económico en Asia, lo que atrae a los pescadores a continuar con la extracción ilegal. En la práctica, al margen de los beneficios ecológicos y pesqueros, una consecuencia de la creación de reservas, es el incremento de flujo de turistas. "El mar, como recurso protegido, dentro de un contexto turístico, puede potenciar nuevas y múltiples formas de explotación para las que los mecanismos tradicionales de gestión que acompañan a las declaraciones proteccionistas pueden resultar insuficientes." (De la Cruz, R., 2004)

## Diversidad biológica
De acuerdo al Sistema Nacional de Información sobre Biodiversidad de la Comisión Nacional para el Conocimiento y Uso de la Biodiversidad (CONABIO) en la Reserva de la Biosfera Alto Golfo de California y Delta del Río Colorado habitan más de 1,335 especies de plantas y animales de las cuales 78 se encuentra dentro de alguna categoría de riesgo de la Norma Oficial Mexicana NOM-059  y 39 son exóticas,
La reserva tiene un alto valor biológico, derivado de sus ecosistemas de gran diversidad, riqueza biológica, zonas de crianza y freza de especies marinas. 

### Fauna
La reserva es el hábitat de aproximadamente 18 especies de mamíferos marinos, entre los que destacan: la ballena azul (Balaenoptera musculus), la ballena gris (Eschrichtius robustus), la ballena jorobada (Megaptera novaeangliae), el delfín nariz de botella (Tursiops truncatus), el lobo marino (Zalophus californianus) y la vaquita marina (Phocoena sinus); 149 especies de peces, por ejemplo, el chupalodo chico (Gillichthys seta), el pez cachorrito del desierto (Cyprinodon macularius) y la totoaba (Totoaba macdonaldi); tortugas marinas como la tortuga amarilla (Caretta caretta), tortuga verde (Chelonia mydas ), tortuga prieta (Chelonia agassizii), tortuga laúd (Dermochelys coriacea), tortuga golfina (Lepidochelys olivacea). Todas se encuentran identificadas como especies en peligro de extinción. Otras especies de alto valor para la conservación serían el tiburón peregrino (Cetorhinus maximus), el tiburón leopardo (Triakis semifasciata), la raya de California (Raja inornata) y la Curvina golfina (Cynoscion othonopterus).
Dentro de los mamíferos terrestres, se encuentran los roedores como el grupo más diverso, los insectívoros como la musaraña (Notiosorex crawfordi), 19 especiede de murciélagos y 11 subespecies de carnívoros. Los anfibios y reptiles están representado por 16 familias. La familia con mayor representación es Colubridae con casi 16 especies de serpientes. Otros reptiles de la zona son: la iguana del desierto (Dipsosaurus dorsalis), la lagartija cachorra (Callisaurus draconoides) y el falso camaleón cola plana (Phrynosoma mcallii).
El grupo de aves está compuesto de alrededor de 315 especies de aves terrestres y acuáticas, incluyendo las aves migratorias. Como ejemplo de aves de importancia de la región se encuentran: Águila cabeza blanca (Haliaeetus leucocephalus), Halcón peregrino (Falco peregrinus), Pelícano blanco (Pelecanus erythrorhynchos).

### Flora
La flora de la reserva concentra casi la quinta parte de toda la vegetación de México, se incluye vegetación terrestre, vegetación marina, marismas, desiertos arenosos, vegetación halófila, vegetación acuática emergente y matorrales, aproximadamente se consideran 358 especies de plantas vasculares en diferentes ambientes como áridos arenosos, dunas costeras y oasis con flora característica de los humedales.
La riqueza de la flora terrestre se estima en 228 especies, de las cuales 15  se consideran especies endémicas. La vegetación marina concentra alrededor de 358 especies, dentro de los pastos marinos en los humedales costeros, uno de los pastos que tiene gran relevancia en la región es el pasto Spartina foliosa.

## Actividad pesquera
La zona del Alto Golfo de California es una de las zonas pesqueras de mayor importancia en México. La pesca comercial es una de las actividades principales de la región, se realiza de manera industrial y artesanal. La pesca está dirigida a alrededor de 70 especies como camarón, almeja, mejillón, ostión, callos, caracol, pulpo, calamar, jaiba, curvina, berrugatas, lisa, sierra y se utilizan distintas técnicas, por ejemplo: chinchorros de línea, cimbras, línea, buceo, trampas, redes agalleras y colecta manual. En particular, la pesca de curvina golfina tiene un impacto social y económico muy importante en el área, particularmente sobre el Golfo de Santa Clara y San Felipe. Su mayor volumen ocurrió en la temporada 2002, cuando se capturaron 5,942 toneladas. Para garantizar la salud de la población natural de esta especie y su aprovechamiento responsable, en 2005 se publicó la NOM-063-PESC-2005 y en 2011 se conformó el Grupo Técnico de Curvina para la generación y difusión de conocimiento técnico y científico en torno a la pesca.

## Amenazas
Una de las mayores problemáticas ecológicas en la región se relaciona directamente con la actividad pesquera. La manera en que se realiza implica la mortalidad incidental de especies en riesgo, como la vaquita marina, que frecuentemente es atrapada en redes agalleras, que se utilizan para capturar totoabas.
Adicionalmente, la intensidad del arrastre mediante la pesca tiene un efecto sobre la diversidad, estabilidad y abundancia de comunidades bentónicas demersales de las cuales se alimentan las especies de la zona, incluyendo la vaquita; asimismo se genera un impacto por ruido submarino que altera el hábitat donde habita esta especie.
Existen amenazas generales que pueden cubrir los tres ambientes (marismas, playas arenosas, marismas), como el uso de agroquímicos en las áreas agrícolas circundantes, el crecimiento demográfico excesivo y el aumento del turismo. Específicamente para la Ciénega de Santa Clara, la implementación de plantas desalinizadoras y una disminución de la superficie cultivada ha ocasionado que el humedal reciba menos agua aumentando su salinidad. 
Una de las amenazas para las marismas involucran actividades extractivas como la pesca y la pesca de almejas. También el turismo no regulado contribuye las amenazas debido a la perturbación de la alimentación y el descanso de las aves playeras.